# Смилец
Вижте пояснителната страница за други личности с името Смилец.
Смѝлец e български цар от Втората българска държава, царувал от 1292 до 1298 г. Произхожда от „най-знатния род сред българите“ – обширните феодални владения на семейството му се простират от Сливен до столицата Копсис, и са известни под името Средногорско княжество.
Възцаряването му бележи началото на една от българските средновековни династии – Смилец.

## Управление
След абдикирането на цар Георги I Тертер и бягството му в столицата на Византия Константинопол Смилец заема престола със съгласието на хан Ногай, водач на татарското военно-племенно обединение Златната орда, под чието влияние страната се намира от времето на цар Константин Тих. При Смилец нападенията на татарите продължават.
След като става цар, започва война с Византия, но претърпява пълен неуспех.
Около 1296 г. жени дъщеря си Теодора за сръбския престолонаследник Стефан Дечански. Това спомага не само за засилването на дружбата на българския със сръбския двор, но и въобще за легитимацията на новия цар, защото сръбските крале са сродени с рода Тертер. 
Смята се, че Смилец е умрял през ноември 1298 г. Не е напълно ясно, дали е все още жив, когато е наследен от малолетния си син Иван IV Смилец, от чието име управлява майка му Смилцена в продължение на няколко месеца преди прогонването им в Константинопол от завърналия се в България син на Георги I Тертер, Светослав, доскоро заложник при Златната орда, който поставя на трона придружаващия го татарски принц Чака, син на хан Ногай. 
Византийският историк Георги Пахимер пише: „След Чака Смилец изчезва“.

## Брак и потомство
Смилец е женен за дъщеря на византийския севастократор Константин Палеолог, известна в изворите просто като Смилцена (букв. Смилецовица или жената на Смилец). От този брак има един син и две дъщери:
- Иван IV Смилец – български цар от 1298 до есента на 1299/1300 г.
- Марина Смилец, омъжена за Алдимир Тертер, крънски деспот
- Теодора Смилец, омъжена за Стефан Урош III Дечански, сръбски крал, майка на цар Стефан Душан.